# شهرستان گانچوان
شهرستان گانچوان (به لاتین: Ganquan County) یک منطقهٔ مسکونی در چین است که در یان‌آن واقع شده‌است. شهرستان گانچوان ۲٬۲۸۸ کیلومتر مربع مساحت و ۷۷٬۱۸۸ نفر جمعیت دارد.